# جون باركر (لاعب كرة قدم)
جون باركر (بالإنجليزية: John Barker)‏ (28 يونيو 1869 بغلاسكو في المملكة المتحدة - ) هو لاعب كرة قدم بريطاني (وحمل سابقاً جنسية المملكة المتحدة لبريطانيا العظمى وأيرلندا) في مركز جناح ‏. شارك مع منتخب اسكتلندا لكرة القدم. أما مع النوادي، فقد لعب مع نادي رينجرز وLinthouse F.C. ‏ ورابطة كرة القدم الاسكتلندية الحادية عشر ‏.

## وصلات خارجية
- جون باركر (لاعب كرة قدم) على موقع الاتحاد الإسكتلندي (الإنجليزية)
- جون باركر (لاعب كرة قدم) على موقع قاعدة بيانات كرة القدم.إي يو (الإنجليزية)